# Páramo del Sil
Páramo del Sil – gmina w Hiszpanii, w prowincji León, w Kastylii i León, o powierzchni 190,17 km². W 2011 roku gmina liczyła 1421 mieszkańców.